# Chlorestes notata
A Chlorestes notata a madarak osztályának sarlósfecske-alakúak (Apodiformes) rendjébe és a kolibrifélék (Trochilidae) családjába tartozó Chlorestes nem egyetlen faja.

## Rendszerezés
Besorolása vitatott, egyes rendszerezők szerint az Chlorostilbon nembe tartozik Chlorostilbon notatus néven.

## Előfordulása
Brazília, Kolumbia, Ecuador, Francia Guyana, Guyana, Peru, Suriname, Trinidad és Tobago, valamit Venezuela területén honos. A természetes élőhelye szubtrópusi és trópusi száraz erdők, síkvidéki esőerdők, nedves szavannák, valamint leromlott egykori erdők, legelők, ültetvények és városi környezet.

## Alfajai
- Chlorestes notata notatus (G. C. Reich, 1793)
- Chlorestes notata obsoletus (Zimmer, 1950)
- Chlorestes notata puruensis Riley, 1913

## Külső hivatkozás
- Képek az interneten a fajról
- Internet Bird Collection - videók a fajról
- Xeno-canto.org - a faj hangja és elterjedési területe[halott link]